# Murderball – gra o życie
Murderball – gra o życie (ang. Murderball) – amerykański film dokumentalny z 2005 roku. Nominowany do Oscara za najlepszy pełnometrażowy film dokumentalny.

## Fabuła
Dokument opowiada o zajadłej rywalizacji i znanych osobowościach graczy w rugby. Zawodnicy są sparaliżowani, poruszają się na wózkach inwalidzkich. Pokazane jest życie zawodników niepodobnych do tych z pierwszych stron gazet. Zostaje przełamany stereotyp o niepełnosprawnych. Sport może być celem i sensem życia. Bohaterowie czerpią na przekór wszystkiemu radość ze sportu.

## Obsada
- Keith Cavill – on sam
- Joe Bishop – on sam
- Joe Soares – on sam
- Andy Cohn – on sam
- Scott Hogsett – on sam
- Mark Zupan – on sam
- Christopher Igoe – on sam
- Bob Lujano – on sam
- Kevin Orr – on sam
- Dave Willsie – on sam